# 9254 Shunkai
9254 Shunkai è un asteroide della fascia principale. Scoperto nel 1971, presenta un'orbita caratterizzata da un semiasse maggiore pari a 2,3630759 UA e da un'eccentricità di 0,1874589, inclinata di 6,05789° rispetto all'eclittica.